# Кварто Палуцо (Рим)
Кварто Палуцо је насеље у Италији у округу Рим, региону Лацио.
Према процени из 2011. у насељу је живело 63 становника. Насеље се налази на надморској висини од 141 м.